# Zbora
Zbora (ukr. Збора) – wieś na Ukrainie, w  obwodzie iwanofrankiwskim, w rejonie kałuskim.

## Historia
Pod koniec XIX w. wieś w powiecie kałuskim, położona 15 km na południowy zachód od sądu, stacji kolejowej i urzędu pocztowego w Kałuszu.